# Jomoro Municipal District
Jomoro ist ein Distrikt in der Western Region in Ghana.

## Geographie
Jomoro bildet eine 1.344 km² große Landfläche im Gebiet etwa zwischen 4°55' – 5°15'N und 2°15' – 2°45'W, die im Norden an die Distrikte Aowin und Amenfi West, im Osten an den Distrikt Ellembelle, im Westen an die Elfenbeinküste und im Süden an den Golf von Guinea grenzt. Distrikthauptstadt ist Half Assinie.
Die Gewässer des Distrikts sind die Flüsse Tano, Angesa und Amansuri (Amanzulley), bzw. deren Nebenflüsse, sowie die Gmenye-Lagune (ein Nebenarm der Tendo Lagune), in die sich der Tano ergießt, und die Amansuri-Lagune. Die Tendo-Lagune befindet sich, mit Ausnahme der Gmenye-Lagune, vollständig im Territorium der Elfenbeinküste. Die Grenze zu Ghana verläuft etwas südlich des Süd- und Südostufers der Tando-Lagune bis etwa zur Ortschaft Newtown bei 5° 6′ N, 3° 6′ W (Affonorou auf französischen Karten), welche sich auf der Nehrung zwischen Ozean und Lagune auf ghanaischer Seite befindet.
Städte im Distrikt Jomoro sind: Akobre, Allowule, Bonyeri (Bonyere) (5° 1′ N, 2° 44′ W), Edu (5° 5′ N, 2° 51′ W), Ekpu, Ellenda, Elloyin, Elubo (5° 17′ N, 2° 46′ W), Ezinlobo, Jewi oder Jewi Wharf (5° 4′ N, 2° 56′ W), Kengen, Mpataba (5° 5′ N, 2° 35′ W), Nawuley, Nvellenu-Bawia (Nvelenu) (5° 4′ N, 2° 32′ W), Nuba (5° 3′ N, 2° 36′ W), Samenye, Takinta, Tikobo (1) (5° 3′ N, 2° 42′ W), Tikobo (2) (5° 5′ N, 2° 32′ W)
(Anmerkung: Diese Orte werden von ghanaischer offizieller Seite als Städte des Distriktes Jomoro genannt, wobei nicht näher erläutert ist, durch welche Kriterien sich eine Stadt definiert. In den derzeitigen Statistiken von UNO und Weltbank werden in Bezug auf Afrika Lokalitäten mit mehr als 5.000 Einwohnern als urban eingestuft. Gemäß der Volksbefragung vom 26. März 2000 lebten im Jomoro-Distrikt jedoch nur 32.685 Personen in urbanen Bereichen, so dass die Anwendung des Stadtbegriffs auf einige der genannten Orte nicht gerechtfertigt ist.)
36 % der Landfläche von Jomoro werden landwirtschaftlich genutzt, 8 % sind bebaute Siedlungsfläche, 22 % bilden staatliche Forstreserven und 4 % sind Brachland. Die restliche Landfläche ist mit natürlichen Regenwald mit ausgedehnten Mangrovensümpfen bedeckt.
Das hiesige Klima gehört entsprechend heutiger Klassifizierung zur feucht-trockenen tropischen Klimazone. An anderer Stelle wird der hiesige Klimatyp als äquatoriales Monsunklima bezeichnet. Es ist gekennzeichnet durch zwei Regenzeiten, die April – Juli und September – November auftreten. Im Jahresdurchschnitt fallen 1.732 mm Niederschlag, die trockenste Zeit im Jahr ist Dezember – Januar.

## Bevölkerung
Im Distrikt Jomoro lebten zum Zeitpunkt der Volksbefragung vom 26. März 2000 110.972 Menschen, davon 32.685 in Städten und 78.287 im ländlichen Bereich. Die mittlere Siedlungsdichte betrug 83 Personen/km². Das jährliche Bevölkerungswachstum wird auf 3 % geschätzt. Der Hauptteil der Bevölkerung ist von seinem Ursprung her Akan. Vornehmlich wird im Jomoro-Distrikt der Nzema-Dialekt der Akan-Sprachen gesprochen, daneben Fante und Twi, welche ebenfalls zu dieser Sprachgruppe gehören.

## Wirtschaft
In Jumoros Landwirtschaft sind 90 % der arbeitenden Bevölkerung des Distriktes beschäftigt. Traditionelle Agrarprodukte der Region sind Kokosnüsse, Kakao, Palmöl und Kautschuk. Heutige Hauptanbauprodukte sind Cassava (eine Unterart des Manioks), Bananen, Reis, Mais, Cocoyam (Tannia), Ananas und diverse Gemüse. Exportanbauprodukte sind Ingwer, Schwarzer Pfeffer und Sonnenblumen. Die mittlere Farmgröße beträgt 10,8 Hektar bei Baumpflanzungen und 100 m² – 3400 m² bei kleinerwüchsigem Feldbau.
Ein weiterer wichtiger Wirtschaftszweig im Jomoro-Distrikt ist die Fischerei. Es gibt derzeit (2006) 199 registrierte Fischereiboote, auf denen ca. 3.500 Personen beschäftigt sind. Hauptfischereiorte sind Half Assini, Akobre und Effasu.
Tourismus als Wirtschaftszweig gewinnt zunehmend an Bedeutung, insbesondere der Ökotourismus.

## Touristische Sehenswürdigkeiten
- Fort Apollonia in Beyin
- Ankasa-Nini-Suhien-Nationalpark
- eine attraktive 60 km lange Strandlinie zwischen Ekebaku und Newtown
- das Amansuri Conservation and Integrated Development (ACID) -Projekt als Naturschutzgebiet, das ein Gemeinschaftsprojekt der niederländischen Regierung und der Ghana Wildlife Society darstellt:

hier befinden sich
- die Sumpf- und Auwälder des Amansuri und die Amansuri-Lagune (mit Kern bei 5° 1′ 22″ N, 2° 35′ 38″ W) mit einer mannigfaltigen Flora und Fauna, insbesondere seltenen Vögeln
- die Station(en?) eines Wasserschildkröten-Arterhaltungsprojektes

## Kultur
Alljährlicher kultureller Höhepunkt ist das Kundum-Festival, das im September/Oktober gefeiert wird. Die Hauptfeierlichkeiten hierzu finden in Beyin statt. Daneben gibt es mehrere stadtspezifische Feste. Der Zeitraum 26. Dezember – 1. Januar gilt als Familienfest.

## Geschichte
Die Gegend „Jumoree“ bildete in historischer Zeit einen Teil des Königreiches Apollonia, das sich in den Küstengegenden zwischen den Flüssen Tano und Ankobra erstreckte. Auf der Karte von Bowdich, der 1817 als Leiter einer britischen Delegation am Hofe des Asantehene weilte und der nach den Angaben, die er hier erhielt, eine Karte des westlichen Afrika zeichnete, wird die Gegend zwischen dem „Assinie“-Fluss und dem Ancobra jedoch als Amanahea bezeichnet, was wahrscheinlich der damalige einheimische Name von Apollonia war. In der Kolonialzeit hieß die Gegend Nzima bei den Briten und Zéma bei den Franzosen.
Anfang der 1650er befand sich beim Ort Beyin an der Stelle des späteren Forts eine schwedische Faktorei. Nach Vertreibung der Schweden versuchten sich die Holländer dort zu etablieren.
Wilhelm Bosmann, der in den 1690ern als holländischer Assessor auf der Goldküste tätig war, beschreibt die Gegend zwischen Assinie und Rio Cobra als schlechte Gegend für den Handel, da das hier angebotene Gold nur von geringem Wert sei (wegen Goldverfälschung), aber dass es hier noch Anfang der 1680er und davor einen sehr umfangreichen Handel und ein Überfluss an Gold gegeben habe.
Auf der Karte der Guineaküste des französischen Geographen Jean-Baptiste Bourguignon d’Anville von 1729 ist die Gegend um das Cap de Sainte Apollonia als Machtbereich von Denkira eingezeichnet. Hinsichtlich des Küstenortes Vieux Issini (Alt-Assinie) ist hier erwähnt: „ruiniert durch die Denkiras“.
Ab 1750 sind die Briten in Beyin präsent und erbauen hier 1768 das Fort Apollonia. Aber bereits im Jahre 1835 ist das Fort längst aufgegeben und eine Ruine. Wahrscheinlich ist es aber später wieder aufgebaut worden, denn in den Dokumenten zum britisch-niederländischen Forttausch von 1868 und den des Verkaufes der niederländischen Besitzungen von 1872 wird es namentlich aufgeführt.
Im Jahre 1785 fällt ein aschantisches Heer in Aowin (Küstenhinterland) ein und ruft Panik an der Küste hervor. Wahrscheinlich von hier an steht Apollonia unter aschantischer Oberhoheit.
Im Jahre 1830 sichert ein Vertrag der Briten mit dem aschantischen König u. a. auch dem Königreich Apollonia seine Unabhängigkeit zu. (Dies ist ein Folgeereignis der Schlacht von Dudowa vom 26. August 1826, die mit einer vernichtenden Niederlage des Aschanti-Heeres endete.)
Im Jahre 1835 kommt es im Strandabschnitt zwischen Apollonia (Beyin) und Axim zu Kampfhandlungen zwischen den Briten und den Truppen des damals als äußerst grausamen Tyrannen geltenden Königs von Apollonia, Kwaku Akka. Mit personeller Unterstützung der Holländer sowie vom britischen Schiff H.M.S. „Britomart“ gelang es damals, die Apollonier über weite Strecken westwärts längs des Strandes entlang zu treiben. Nach beständigem Vorrücken unter ständigem Feuer endeten die Kampfhandlungen vor den Trümmern des früheren Fortes Apollonia mit einem Sieg der Europäer.